# Адагдак
Адагдак (англ. Mount Adagdak) — стратовулкан висотою 610 метрів, що знаходиться на  острові Адак (Алеутські острови, шт. Аляска, США).
Вулкан знаходиться на північному сході острову. Він утворився на  місці більш раннього щитового вулкану. Вершинний кратер закриває андезитовий лавовий купол. Західний схил всіяний тріщинами у результаті викидання вулканічних газів. На південному сході вулкана знаходиться базальтовий лавовий купол, який утворився трохи пізніше основного.
Склад порід вулкану змішаний: андезити, базальти, дацити. Спочатку конус був один, але у результаті виверження, яке відбулося в четвертинний період, утворилося 3 конуси, які зараз відомі під назвами  Ендрю Бей (350 м), гора Моффетт (1200 м) (англ. Mount Moffett) та гора Адагдак.